# Sok sikert, Charlie!
A Sok sikert, Charlie! (eredeti cím: Good Luck Charlie) 2010 és 2014 között futott amerikai szitkom, amelyet Phil Baker és Drew Vaupen alkotott. A főbb szerepekben Bridgit Mendler, Leigh-Allyn Baker, Bradley Steven Perry, Mia Talerico, Eric Allan Kramer és Jason Dolley látható.
Amerikában a Disney Channel mutatta be 2010. április 4-én. Magyarországon szintén a Disney Channel mutatta be 2010. június 5-én.

## Cselekmény
A Duncan család élete felfordul az új kisbaba érkezés miatt. A szülők bevonják a kamasz Teddy-t és PJ-t, valamint a 10 éves öccsüket, Gabe-et az új kistestvér, Charlotte – vagyis Charlie – gondozásába. Mivel a szülők, Amy és Bob, teljes munkaidőben dolgoznak, az idősebb Duncan testvérek besegítenek, és megismerkednek a bébiételekkel, a büfiztetéssel és a gyerekvigyázással – vagyis a babázás összes kellemes és nem annyira kellemes oldalával, miközben próbálnak tipikus kamaszéletükkel is megbirkózni. Teddy különleges videónaplóban rögzíti mindennapi kalandjait és malőrjeik krónikáját Charlie-nak, abban a reményben, hogy hasznos útmutatásnak fog bizonyulni később, mikor a nagy nővér már nem lakik otthon.

## Szereplők

### Főszereplők
| Szereplő                    | Színész              | Magyar hang      |
| --------------------------- | -------------------- | ---------------- |
| Teddy Rebecca Duncan        | Bridgit Mendler      | Czető Zsanett    |
| Patrick John „PJ” Duncan    | Jason Dolley         | Penke Bence      |
| Gabriel „Gabe” Duncan       | Bradley Steven Perry | Ducsai Ábel      |
| Amy Duncan                  | Leigh-Allyn Baker    | Vándor Éva       |
| Charlotte „Charlie” Duncan  | Mia Talerico         | Koller Virág     |
| Robert „Bob” William Duncan | Eric Allan Kramer    | Berzsenyi Zoltán |

### Mellékszereplők
| Szereplő            | Színész                | Magyar hang   |
| ------------------- | ---------------------- | ------------- |
| Toby Duncan         | Logan Moreau           | eredeti hang  |
| Ivy Renee Wentz     | Raven Goodwin          | Kokas Piroska |
| Spencer Walsh       | Shane Harper           | Gacsal Ádám   |
| Emmett              | Micah Stephen Williams | Berkes Bence  |
| Mrs. Estelle Dabney | Patricia Belcher       | Illyés Mari   |
| Skyler              | Samantha Boscarino     | Kántor Kitty  |
| Jake                | Tucker Albrizzi        | Bogdán Gergő  |

### Magyar változat
A szinkront a Disney Character Voices International megbízásából az SDI Media Hungary készítette.
- Magyar szöveg: Kozma Borbála
- Hangmérnök: Császár Bíró Szabolcs
- Vágó: Wünsch Attila
- Gyártásvezető: Molnár Melinda
- Szinkronrendező: Dezsőffy Rajz Katalin
- Zenei rendező: Posta Victor
- Produkciós vezető: Borsos Edit

## Epizódok
| Évad | Évad | Epizódok | Eredeti sugárzás  | Eredeti sugárzás   | Magyar sugárzás      | Magyar sugárzás     |
| Évad | Évad | Epizódok | Évadpremier       | Évadfinálé         | Évadpremier          | Évadfinálé          |
| ---- | ---- | -------- | ----------------- | ------------------ | -------------------- | ------------------- |
|      | 1    | 26       | 2010. április 4.  | 2011. január 30.   | 2010. június 5.      | 2011. május 21.     |
|      | 2    | 30       | 2011. február 20. | 2011. november 27. | 2011. szeptember 10. | 2012. november 24.  |
|      | 3    | 23       | 2012. május 6.    | 2013. január 20.   | 2013. január 12.     | 2013. október 30.   |
|      | 4    | 21       | 2013. április 28. | 2014. február 16.  | 2013. november 10.   | 2014. augusztus 24. |